# Xevtxénkove (Kharkiv)
|  | Per a altres significats, vegeu «Xevtxénkove». |

Xevtxénkove (en ucraïnès Шевченкове, en rus Шевченково) és una vila de la província de Khàrkiv, Ucraïna. El 2021 tenia 6.724 habitants.